# Kuszudama

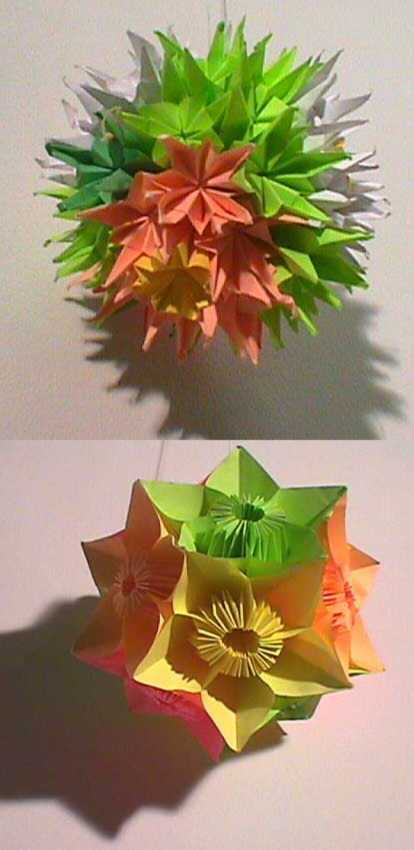
Két kuszudama változat

A japán kuszudama (薬玉 – „gyógyszeres gömb” vagy „labda”; Hepburn-átírással: kusudama) a papírból hajtogatott változata a hagyományos dísztárgynak, mely több piramis alakú egység összevarrásával készíthető.
A hajtogatott kuszudama alapja négyzet alakú, papírja négyzet alakú többnyire. Több, akár ragasztható elem összeillesztésével alakul ki a gömbforma.
A kuszudama eredete az ősi japán kultúrából származik: régen tömjént, potpourrit, gyógynövényeket vagy virágokat tettek a besejébe. Maga a szó is ezekből született: a japán kuszuri (gyógyszer) és dama (gömb vagy labda). A kuszudama manapság dekoráció, de ajándékba is szokás adni.
Fontos az origami műfajában is. Viszont ezen technikával nem egyszerre (egy papírból) készítik el a teljes kuszudamát, hanem több kisebb egységből, ezek a végén kerülnek összeillesztésre a moduláris felépítés miatt.
Habár a ragasztott elemes technika tekinthető origaminak, de így már kevésbé hagyományos a modell. Egyesek úgy vélik, a papírt vágni sem szabadott az origamiban, ennek ellentmond pár korai papírmodell (ezer daru avagy senbazaru). Mások szerint a kuszudama részeinek összeillesztése még tiszteletben tartja – sőt, ötletesnek véli – a hagyományos hajtogatás modelljét a kézműves családok körében.
A modern origamimesterek – mint Tomoko Fusze – új kuszudama modelleket készítettek oly módon, hogy az egyes részeket ragasztás és vágás nélkül kapcsolták össze.

## Ajánlott könyvek
- Unit Origami: Multidimensional Transformation Tomoko Fuse, Japan Publications April 1990, ISBN 978-0-87040-852-6
- Floral Origami Globes (New Kusudama) Tomoko Fuse, Japan Publications Trading May 18, 2007, ISBN 978-4-88996-213-0
- Kusudama Origami Tomoko Fuse, Japan Publications, Sep 2002, ISBN 978-4-88996-087-7
- Kusudama: Ball Origami Makoto Yamaguchi, Japan Publications, Dec 1990, ISBN 978-0-87040-863-2
- Origami Ornaments: The Ultimate Kusudama Book Lew Rozelle, St. Martin's Griffin, 2000 ISBN 978-0-312-26369-0
- Origami Flower Ball (Origami Hana Kusudama) (in Japanese) Yoshihide Momotani, Ishizue Publishers 1994, ISBN 978-4-900747-02-9
- Marvelous Modular Origami Meenakshi Mukerji, A K Peters 2007, ISBN 978-1-56881-316-5

## Fordítás
- Ez a szócikk részben vagy egészben  az   Origami című angol Wikipédia-szócikk ezen változatának fordításán alapul.  Az eredeti cikk szerkesztőit annak laptörténete sorolja fel. Ez a jelzés csupán a megfogalmazás eredetét és a szerzői jogokat jelzi, nem szolgál a cikkben szereplő információk forrásmegjelöléseként.